# Роберт Калиняк
Роберт Калиняк (словац. Robert Kaliňák; нар. 11 травня 1971, Братислава) — словацький юрист і політик, заступник прем'єр-міністра Роберта Фіцо і міністр внутрішніх справ з 2006 по 2010 рр. і з 2012 р.

## Життєпис
Народився в родині моряка та вчительки. Батько вихідець із південної Лемківщини — Свидника, коріння роду із села Дубова Свидницького округу. Мама болгарка, проживала в Одесі.
Після закінчення машинобудівного факультету з 1989 по 1995 рік навчався на юридичному факультеті Університету Коменського. 
Під час Оксамитової революції був членом координаційного комітету студентського руху. 
У 1990 році Роберт Калиняк почав займатися бізнесом паралельно з навчанням і відкрив студентський ресторан, видавництво та друкарню університетської літератури.
Після 1992 року почав працювати в юридичній фірмі паралельно з навчанням.
У 1999 році разом зі своїм партнером Яном Початеком заснував компанію FoRest, а також активно працював в інших сферах бізнесу.
Після приходу в політику відмовився від виконавчої діяльності. Після відходу з політики повернувся до бізнесу. Наприклад, у 2019 році він був партнером збройової компанії Liwa Arms Slovakia s.r.o.

## Політична діяльність
Роберт Калиняк є одним із засновників партії КУРС - Соціал-демократичної партії. З моменту заснування партії він обіймав різні партійні посади. Він є членом партійної ради з 2001 року та заступником голови з 2004 року.

### 2002 – 2006
Був обраний депутатом парламенту Словаччини та головою Комітету з питань оборони та безпеки. За час його перебування на посаді комітет займався кількома політичними скандалами, такими як «Група» або прослуховування журналістів. Саме тому Комітет прийняв Закон про захист від прослуховування у 2004 році, який діє донині. 
Як голова комітету, він також представив законопроект про компенсацію жертвам вторгнення союзників у 1968 році, або законопроект про амністію зброї, в рамках якого вісім тисяч раніше нелегальних пістолетів були здані в два етапи.

### 2006 – 2010
Після парламентських виборів Роберт Калиняк був призначений віце-прем'єр-міністром і міністром внутрішніх справ Словаччини. Під час його перебування на посаді Словаччина приєдналася до Шенгенської зони та програми безвізового режиму з США. У сфері безпеки спостерігається значне зниження рівня злочинності, особливо насильницької. Найбільші зрушення відбулися у сфері дорожньо-транспортних пригод, де кількість смертей на дорогах зменшилася з 627 (2007 рік) до 355 (2009 рік). 
Його перебування на посаді також супроводжувалося кількома скандалами, такими як «справа Хедвіги Малінової» та «експорт навчальної вибухівки до Ірландії».

### 2010 – 2012
Був обраний депутатом Національної асамблеї та головою Комітету з контролю над Словацькою інформаційною службою.
Саме під час цієї каденції було викрито випадок прослуховування журналістів Головним управлінням військової розвідки Міністерства оборони.

### 2012 – 2016
Після парламентських виборів Роберт Калиняк був повторно призначений віце-прем'єр-міністром і міністром внутрішніх справ. 
За час свого перебування на посаді він розпочав кілька великих реформ, таких як «ESO» - реформа державного управління з економією 1% ВВП (700 млн євро), реформа системи порятунку, управління катастрофами та інтеграція добровільних пожежних бригад до ДСНС, реформа державних закупівель із запровадженням «державного електронного аукціону», реформа пенсійної системи збройних сил з економією 200 млн євро, реформа державної політики щодо маргіналізованих ромських спільнот.
У сфері безпеки, наприклад, найнижча кількість вбивств з часів незалежності Словаччини, а Словаччина вперше виконала зобов'язання ЄС щодо зниження смертності на дорогах на 50% (295).

### 2016
Після парламентських виборів 2016 року був повторно призначений міністром внутрішніх справ Словаччини.  У цей період Роберт Калиняк зіткнувся зі звинуваченнями в торгівлі з людиною, звинуваченою в шахрайстві з відшкодуванням ПДВ (Ладіслав Баштернак), який також є власником житлового комплексу «Бонапарт», де раніше жив прем'єр-міністр Роберт Фіцо. За цей період йому також двічі висловлювали недовіру, оскільки Калиняк мав конфлікт інтересів у цьому розслідуванні.

### 2017
Помічник депутата Філіп Рибанич, будучи співробітником Tatra banka, вивчав транзакції на рахунках Роберта Калиняка таким чином виявив, що міністр вів бізнес з Л. Баштернаком. Рибанича звинуватили і притягнули до кримінальної відповідальності за те, що він надав журналістам дані, отримані незаконним шляхом. У жовтні 2017 року суддя також переніс слухання, оскільки Рибанич попросив, щоб суд Люксембургу спочатку розглянув питання про те, чи були виявлені серйозні підозри у відмиванні доходів, отриманих злочинним шляхом. 
Протягом 2017 року (з весни по липень) було проведено (переважно OĽaNO та Ігорем Матовичем) протестні мітинги перед комплексом Бонапарта, також спрямовані проти Калиняка. 
Великий антикорупційний марш, який тричі проходив у Братиславі у 2017 році, мав однією з головних вимог відставку Калиняка.

### 2018
12 березня 2018 року Роберт Калиняк офіційно оголосив про свою відставку з посади міністра внутрішніх справ, через два тижні після вбивства Яна Куцяка та Мартіни Кушнірової, на тлі поглиблення політичної кризи. Після повернення до парламенту був обраний членом Комітету з питань конституційного права. 
Перебування Калиняка в уряді закінчилося 22 березня 2018 року, коли президент Кіска призначив новий уряд Петера Пеллегріні.

### 2023
У жовтні 2023 року Роберт Калиняк став міністром оборони в четвертому уряді Роберта Фіцо.

## Особисте життя
У 2008 році одружився з Зузаною Конечною, яка працювала в Словацькій інформаційній службі. Має двох синів (2011, 2016).

## Критика
Ім'я Робертом Калиняком пов'язана низка скандалів, неправомірних дій та нерозкритих справ.

### Kovošrot
У колишньому державному підприємстві-боржнику, яке само оголосило про своє банкрутство, мажоритарним власником була компанія TRIANGEL CAPITAL, s.r.o., генеральним директором якої був Елемір Тихий. Арбітражний керуючий оцінив інвестиційні активи Kovošrot у 158 мільйонів словацьких крон, а вартість компанії - у 51 мільйон крон. Арбітраж оголосив публічні торги, але скасував перший раунд, незважаючи на те, що один учасник запропонував 51 мільйон крон. У наступному раунді він продав Kovošrot за 25 мільйонів крон (829 тисяч євро) компанії Krupp, власником і керуючим директором якої (з 03.08.2001 по 19.12.2002) був Роберт Калиняк. Незабаром після цього Krupp передала землю іншим компаніям: Bussines Park Bratislava a.s. (сьогодні Jarabiny a.s.) та Bratislava trade center a.s. Ян Початек також головував в обох компаніях. У другій половині 2004 року до нових компаній приєднався первісний власник Елемір Тихий.

### Справа Гедвіги Малинової
25 серпня 2006 року студентка Гедвіга Малинова повідомила, що двоє чоловіків напали на неї в парку в Нітрі, коли вона йшла на іспит. Поліція  припинила розслідування справи 11 вересня. Роберт Калиняк і Роберт Фіцо скликали прес-конференцію, присвячену цій справі, на якій повідомили, що Гедвіга вигадала цю історію. Справа досі була повністю завершена в суді.

### Вибухівка в Ірландії
У січні 2010 року під час навчань поліцейських собак-саперів в аеропорту Попрада в багаж Штефана Гонди поклали зразки вибухівки RDX, яку собаки не знайшли, і вона полетіла разом з нашим громадянином до Ірландії, де він на півдня опинився в руках місцевої поліції за підозрою в тероризмі.

### Крихітка
У 2011 році ім'я Роберта Калиняка також з'явилося в розшифровках прослуханих телефонних розмов, які просочилися з колишньої військової розвідки за часів міністра оборони Любомира Галка. Серед телефонних дзвінків була розмова редактора «Правди» Ванди Ваврової з Калиняком, який назвав її Крихіткою і попросив написати статтю про швидку їзду службового автомобіля з Галко.

### Стрілянина по студентах
24 червня 2013 року співробітники поліції зупинили автомобіль на трасі D2 супроводжуючи це стріляниною. Патруль хотів перевірити авто, яке, на їхню думку, належало подвійному вбивці Мілану Дюрішу (авто належало йому в минулому). Визнавши кілька помилок, міністерство заплатило за пошкодження автомобіля 1 800 €, а Калиняк компенсував трьом пассажирам по 3 000 € з власних коштів.

### Тунельна військова розвідка
У 2013 році газета SME опублікувала інформацію колишнього співробітника Служби військової розвідки Володимира Суходолінського про розкрадання майна вартістю кілька мільйонів євро. У справі брав участь Любомир Скура, чия партнерка Душана Вішньовська була директором офісу в Міністерстві внутрішніх справ. Поліція розпочала, але невдовзі припинила кримінальне переслідування за порушення обов'язків при управлінні іноземною власністю.

### Справа Плахтінце
У серпні 2012 року було створено Агентство регіональних закупівель для проведення тендеру на закупівлю рекламних послуг для держави на суму 130 млн. євро. Агентство, в якому мав частку муніципалітет Горне Плахтінце, підписало чотири рамкові контракти з чотирма рекламними агентствами від імені 25 державних і громадських установ. Міністерство внутрішніх справ використовувало закупівлі для купівлі адвокатів та аудиторів, оскільки, міністерство не має достатньої спроможності самостійно закуповувати всі послуги та товари. У квітні 2013 року Каліняк розірвав угоди про співпрацю з агенством, але договори про надання юридичних послуг залишилися чинними.

### Справа про ПДВ, Chovanec and Co.
Організована група зі східної Словаччини позбавила державу близько 75 мільйонів євро надмірного відшкодування ПДВ. Мілан Хованец, головний фігурант податкових махінацій, свідчив, що підозрілі оборудки з інвестиційним золотом також прикривали працівники податкової інспекції, поліцейські та судді. Він також назвав імена Роберта Калиняка і Яна Початека на слідстві. Поліція розслідує цю справу вже більше десяти років і висунула звинувачення більш ніж 60 особам.

### Справа Баштернака
15 березня 2016 року ЗМІ повідомляють про підозріле відшкодування ПДВ, виплачене державою компанії BL - 202 бізнесмена Ладіслава Баштернака. Компанія була створена в лютому 2012 року і вже через місяць отримала від держави відшкодування ПДВ у розмірі 2 млн. євро. Причиною стала купівля семи квартир за менш ніж 12 мільйонів євро у компанії Rent and Wash. Це були квартири в новобудові Five Stars Residence, яку побудувала компанія, пов'язана з одіозним бізнесменом Маріаном Кочнером. Поліція відмовилася відкривати справу на Баштернака, оскільки, за словами слідчого, держава не зазнала жодних збитків. Ринкова вартість згаданих квартир становила не 12, а лише 1,5 мільйона євро.  Загалом держава виплатила компаніям Баштернака близько 16 мільйонів євро у вигляді відшкодування ПДВ. 
У березні 2019 року Регіональний суд у Братиславі засудив Баштернака до п'ятирічного тюремного ув'язнення у справі про несплату податків і страхових внесків, яке він відбуває в установі з мінімальним рівнем нагляду. При цьому майно, яке він не встиг переписати, було конфісковано на користь держави.  Поліція повторно звинуватила його в шахрайстві в «Five Stars Residence», невдовзі після першого остаточного вироку в квітні 2019 року. У вересні 2021 року Баштернак зізнався, що купив квартири (у Кочнера) менш ніж за 12 мільйонів євро і неправомірно вимагав ПДВ на суму близько двох мільйонів євро у 2012 році.

### Сотні тисяч на особистий рахунок Калиняка
11 червня 2016 року тижневик Trend виявив, що на приватні рахунки Роберта Калиняка і Яна Початека були переведені сотні тисяч євро від компаній, близьких до Баштернака. На рахунок Калиняка в Tatra banka надійшли гроші у 2014 та 2016 роках, як погашення кредиту від компанії B.A. Haus. У відповідь Калиняк заперечив, що коли-небудь отримував гроші від Баштернака або його компаній. Він вказав на порушення банківської таємниці, на підставі якого інформацію з його рахунку отримав помічник народного депутата Філіп Рибанич. Поліція висунула йому звинувачення, наразі він перебуває у в'язниці.